# SSV Brixen Damen Handball
Il Südtiroler Sportverein Brixen Damen Handball è la sezione di pallamano femminile della omonima società polisportiva avente sede nella città di Bressanone in provincia di Bolzano . La sezione è stata fondata nel 1970.
Milita attualmente nella Serie A1, massima serie del campionato nazionale italiano. Nella sua storia ha vinto 8 campionati nazionali, una Coppa Italia e una Supercoppa.
Disputa le proprie gare interne presso il palasport di Bressanone.

## Palmarès
- Campionato italiano di pallamano femminile: 9
1977-78, 1978-79, 1980-81, 1981-82, 1982-83, 1983-84, 1984-85, 2021-22, 2023-24
- Supercoppa Italiana: 1
2019
- Coppa Italia (pallamano femminile): 1
2021-22

## Palasport
Il Südtiroler Sportverein Brixen disputa le proprie gare casalinghe presso il palasport di Bressanone.
L'impianto, gestito dal comune di Bressanone, è sito in via Laghetto 21 ed ha una capienza di circa 2.000 spettatori.

## Rosa 2024-2025
| N° | Naz.              | Ruolo | Sportivo            | Anno |  |  |
| -- | ----------------- | ----- | ------------------- | ---- |  |  |
| 1  | Italia (bandiera) | P     | Marie Unterweger    | 2007 |  |  |
| 26 | Italia (bandiera) | P     | Francesca Luchin    | 1991 |  |  |
| 7  | Italia (bandiera) | T     | Marie Aichner       | 2005 |  |  |
| 10 | Italia (bandiera) | T     | Sarah Schatzer      | 1995 |  |  |
| 11 | Italia (bandiera) | T     | Giovanna Lucarini   | 2001 |  |  |
| 12 | Italia (bandiera) | A     | Sarah Hilber        | 1998 |  |  |
| 17 | Italia (bandiera) | T     | Alessia Zizzo       | 2006 |  |  |
| 18 | Italia (bandiera) | A     | Barbara Nothdurfter | 2001 |  |  |
| 19 | Italia (bandiera) | PV    | Violetta Vegni      | 1999 |  |  |
| 22 | Italia (bandiera) | T     | Nelly Abicher       | 2004 |  |  |
| 23 | Italia (bandiera) | PV    | Andrea Oberhofer    | 2004 |  |  |
| 25 | Italia (bandiera) | A     | Giada Babbo         | 1997 |  |  |
| 27 | Italia (bandiera) | A     | Sophie Hofer        | 2005 |  |  |
| 32 | Italia (bandiera) | A     | Sophia Kiesenhofer  | 2006 |  |  |
| 44 | Italia (bandiera) | T     | Lena Di Carlantonio | 2001 |  |  |
| 69 | Italia (bandiera) | A     | Elisa Sozio         | 2004 |  |  |
| 81 | Italia (bandiera) | PV    | Caroline Gamper     | 1993 |  |  |
| 99 | Egitto (bandiera) | T     | Judy Ghonim         | 2007 |  |  |

### Staff
- Allenatore:  Lukas Waldner
- Preparatore dei portieri:  Monika Prünster
- Preparatore atletico:  Martin Pöder
- Fisioterapista:  Jakob Stolz